# بیست و ششمین مراسم گلدن گلوب
بیست و ششمین مراسم گلدن گلوب برای ارج نهادن به بهترین فیلم و شوی تلویزیونی سال ۱۹۶۸ در ۲۴ فوریه سال ۱۹۶۹ برگزار شد
پیتر اوتول دومین بار است که برنده گوی زرین می‌شود.

## برندگان و نامزدها

### فیلم سینمایی
| بهترین فیلم | بهترین فیلم |
| جایزه گلدن گلوب بهترین فیلم – درام | جایزه گلدن گلوب بهترین فیلم – موزیکال یا کمدی |
| --- | --- |
| - شیر در زمستان - چارلی (فیلم) - تعمیرکار (فیلم) - قلب یک شکارچی تنهاست (فیلم) - کفش‌های ماهیگیر | - الیور! - Finian's Rainbow - دختر شوخ (فیلم) - زوج عجیب (فیلم) - Yours, Mine and Ours |
| بهترین اجرا در یک فیلم - درام | |
| جایزه گلدن گلوب بهترین بازیگر مرد – فیلم درام | جایزه گلدن گلوب بهترین بازیگر زن – فیلم درام |
| - پیتر اوتول - شیر در زمستان در نقش هنری دوم - آلن آرکین - قلب یک شکارچی تنهاست (فیلم) در نقش John Singer - آلن بیتس - تعمیرکار (فیلم) در نقش Yakov Bok - تونی کرتیس - The Boston Strangler در نقش Albert DeSalvo - کلیف رابرتسون - چارلی (فیلم) در نقش Charlie Gordon | - جوآن وودوارد - ریچل، ریچل در نقش Rachel Cameron - میا فارو - بچه رزماری (فیلم) در نقش Rosemary Woodhouse - کاترین هپبورن - شیر در زمستان در نقش الینور، دوشس آکیتن - ونسا ردگریو - ایزادورا در نقش ایزادورا دانکن - بریل رید - The Killing of Sister George در نقش June "George" Buckridge                                                                           |
| بهترین اجرا در یک فیلم - کمدی یا موزیکال | |
| جایزه گلدن گلوب بهترین بازیگر مرد – فیلم موزیکال یا کمدی | جایزه گلدن گلوب بهترین بازیگر زن – فیلم موزیکال یا کمدی |
| - ران مودی - الیور! در نقش فاگین - فرد آستر - Finian's Rainbow در نقش Finian McLonergan - جک لمون - زوج عجیب (فیلم) در نقش Felix Ungar - والتر ماتائو - زوج عجیب (فیلم) در نقش Oscar Madison - زیرو موستل - تهیه‌کنندگان (فیلم ۱۹۶۸) در نقش Max Bialystock              | - باربارا استرایسند - دختر شوخ (فیلم) در نقش فنی بریک - جولی اندروز - ستاره! (فیلم) در نقش گرترود لارنس - لوسیل بال - Yours, Mine and Ours در نقش Helen North - پتولا کلارک - Finian's Rainbow در نقش Sharon McLongeran - جینا لولوبریجیدا - Buona Sera, Mrs. Campbell در نقش Carla Campbell                                                                           |
| بهترین اجرای مکمل در یک فیلم – درام, کمدی یا موزیکال | |
| جایزه گلدن گلوب بهترین بازیگر نقش مکمل مرد | جایزه گلدن گلوب بهترین بازیگر نقش مکمل زن |
| - دنیل ماسی (بازیگر) - ستاره! (فیلم) در نقش نوئل کوارد - بو بریجز - For Love of Ivy در نقش Tim Austin - اوسی دیویس - شکارچیان پوست سر در نقش Joseph Lee - هیو گریفیث - الیور! در نقش the Magistrate - مارتین شین - موضوع شاخه‌های گل رز بود در نقش Timmy Cleary         | - روث گوردون - بچه رزماری (فیلم) در نقش Minnie Castevet - Barbara Hancock - Finian's Rainbow در نقش Susan the Silent - ابی لینکلن - For Love of Ivy در نقش Ivy Moore - سوندرا لوک - قلب یک شکارچی تنهاست (فیلم) در نقش Mick Kelly - Jane Merrow - شیر در زمستان در نقش آلیس، کنتس وکسین                                                                                |
| سایر | |
| جایزه گلدن گلوب بهترین کارگردانی | جایزه گلدن گلوب بهترین فیلم‌نامه |
| - پل نیومن - ریچل، ریچل - آنتونی هاروی - شیر در زمستان - کارول رید - الیور! - ویلیام وایلر - دختر شوخ (فیلم) - فرانکو زفیرلی - رومئو و ژولیت (فیلم ۱۹۶۸) | - چارلی (فیلم) - استرلینگ سیلیفنت - تعمیرکار (فیلم) - دالتون ترامبو - شیر در زمستان - جیمز گولدمن - تهیه‌کنندگان (فیلم ۱۹۶۸) - مل بروکس - بچه رزماری (فیلم) - رومن پولانسکی |
| جایزه گلدن گلوب بهترین موسیقی | جایزه گلدن گلوب بهترین ترانه غیراقتباسی |
| - کفش‌های ماهیگیر - الکس نورث - چیتی‌چیتی بنگ‌بنگ - برادران شرمن - شیر در زمستان - جان بری - الیور! - لایونل بارت - رومئو و ژولیت (فیلم ۱۹۶۸) - نینو روتا - بچه رزماری (فیلم) - کشیشتف کومه‌دا - حادثه توماس کراون (فیلم ۱۹۶۸) - میشل لوگران                               | - "آسیاب‌بادی‌های ذهنت" (آلن و مرلین برگمن، میشل لوگران) - حادثه توماس کراون (فیلم ۱۹۶۸) - "Buona Sera, Mrs. Campbell" (ریتز اورتولانی، ملوین فرانک) - Buona Sera, Mrs. Campbell - "Chitty Chitty Bang Bang" (برادران شرمن) - چیتی‌چیتی بنگ‌بنگ - "Funny Girl" (جولی استاین، Bob Merrill) - دختر شوخ (فیلم) - "Star" (میشل لوگران، جیمی ون هیوزن، سمی کان) - ستاره! (فیلم) |
| بهتر فیلم خارجی (انگلیسی زبان) | جایزه گلدن گلوب بهترین فیلم غیر انگلیسی‌زبان |
| - رومئو و ژولیت (فیلم ۱۹۶۸) (ایتالیا/بریتانیا) - بنجامین (فیلم) (فرانسه) - Buona Sera, Mrs. Campbell (بریتانیا) - Joanna (بریتانیا) - Poor Cow (بریتانیا) | - جنگ و صلح (مجموعه‌فیلم) (اتحاد جماهیر شوروی سوسیالیستی) - عروس سیاه‌پوش (فرانسه) - کولی‌های خوشبخت هم دیده‌ام (یوگسلاوی) - شرم (فیلم ۱۹۶۸) (سوئد) - بوسه‌های دزدکی (فرانسه) |
| New Star of the Year – Actor | New Star of the Year – Actress |
| - لئونارد وایتینگ - رومئو و ژولیت (فیلم ۱۹۶۸) در نقش رومئو - آلن آلدا - Paper Lion در نقش George Plimpton - دنیل ماسی (بازیگر) - ستاره! (فیلم) در نقش نوئل کوارد - Michael Sarrazin - The Sweet Ride در نقش Denny McGuire - جک وایلد - الیور! در نقش Artful Dodger     | - الیویا هاسی - رومئو و ژولیت (فیلم ۱۹۶۸) در نقش ژولیت - اوا آئولین - آبنبات (فیلم ۱۹۶۸) در نقش Candy - جکلین بیسیت - The Sweet Ride در نقش Vickie Cartwright - Barbara Hancock - Finian's Rainbow در نقش Susan the Silent - سوندرا لوک - قلب یک شکارچی تنهاست (فیلم) در نقش Mick Kelly                                                                                |

#### سایر:جایزه گلدن گلوب سیسیل بی. دمیل
گریگوری پک

### مجموعه تلوزیونی

#### جایزه گلدن گلوب بهترین مجموعه تلویزیونی – موزیکال یا کمدی
Rowan & Martin's Laugh-In
- The Carol Burnett Show
- The Doris Day Show
- Julia
- The Name of the Game

#### جایزه گلدن گلوب بهترین بازیگر مرد – مجموعه تلویزیونی درام
کارل بتز - Judd for the Defense
- ریموند بر - آیرونساید (مجموعه تلویزیونی)
- پیتر گریوز - مأموریت: غیرممکن
- دین مارتین - The Dean Martin Show
- افرم زیمبالیست جونیور - The F.B.I.

#### جایزه گلدن گلوب بهترین بازیگر زن – مجموعه تلویزیونی موزیکال یا کمدی
داین کارول - Julia
- دوریس دی - The Doris Day Show
- هوپ لانگ - The Ghost & Mrs. Muir
- الیزابت مانتگامری - افسونگر (مجموعه تلویزیونی)
- نانسی سیناترا - The Nancy Sinatra Show